# رونالدو بينيدا
رونالدو بينيدا (بالإنجليزية: Ronaldo Pineda) هو لاعب كرة قدم أمريكي، ولد في 26 أغسطس 1996 في سانتا آنا في الولايات المتحدة. لعب مع Cal State Fullerton Titans men's soccer ‏.